# سرنجی ریزه
سرنجی ریزه (نام علمی: Pericrocotus lansbergei)، که همچنین به عنوان سرنجی فلورس شناخته می‌شود، گونه‌ای از پرندگان از تیرهٔ سنگ‌چشم-کوکویان (Campephagidae) و بومی اندونزی است. زیستگاه طبیعی آن جنگل‌های جلگه‌ای نمناک نیمه‌گرمسیری یا گرمسیری است.